# Ludwig Adamovich junior

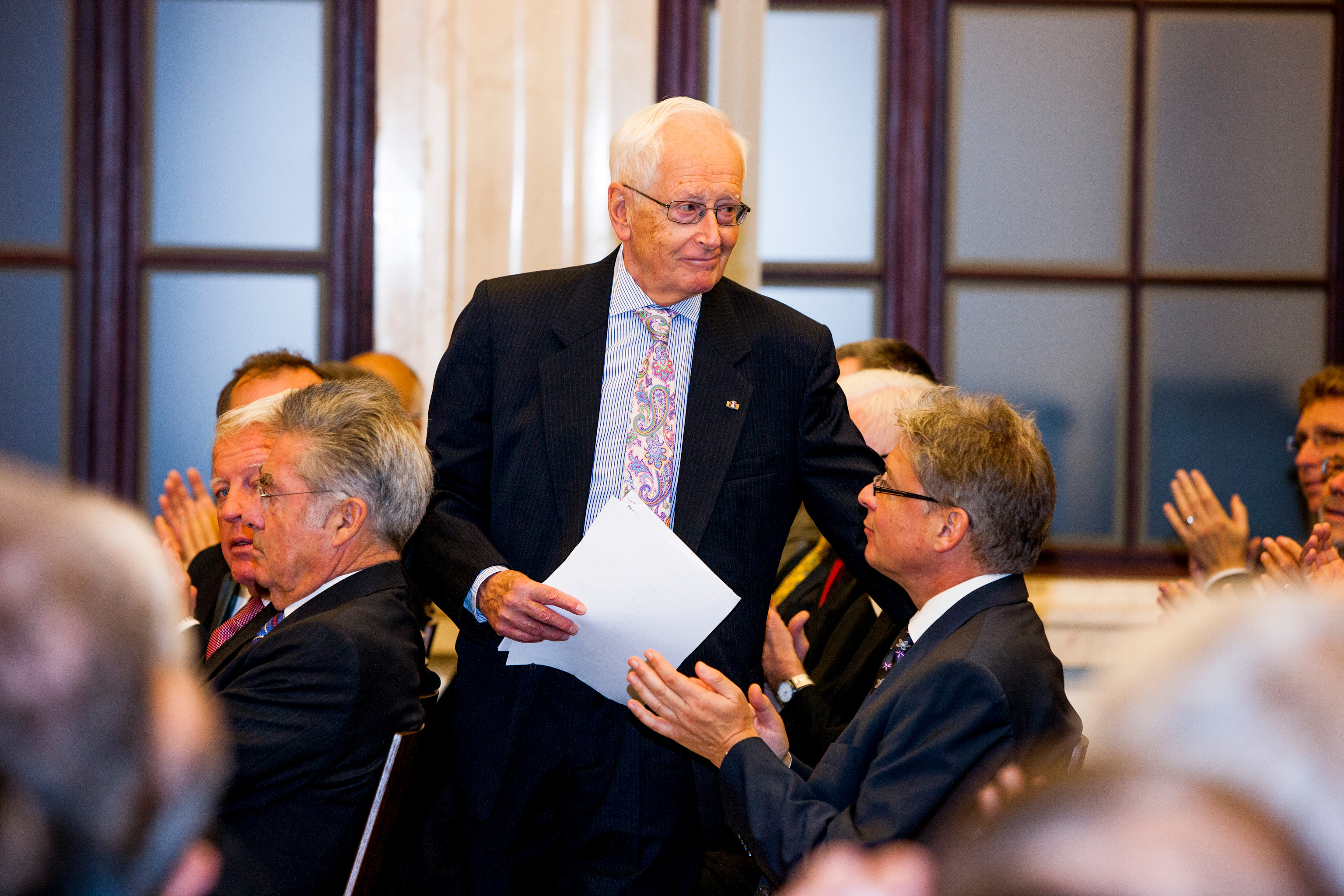
Ludwig Adamovich beim österreichischen Verfassungstag 2013

Ludwig Karl Adamovich (* 24. August 1932 in Innsbruck; † 16. Juni 2024 in Wien) war ein österreichischer Jurist und Verfassungsrichter. Er war von 1984 bis 2002 Präsident des Verfassungsgerichtshofes der Republik Österreich. Er war Sohn von Ludwig Adamovich senior.

## Beruflicher Werdegang
Adamovich besuchte in Wien das Akademische Gymnasium, studierte dann Rechtswissenschaften an der Universität Wien, wo er 1954 zum Doktor der Rechte (Dr. iur.) promovierte. 1955 trat er in den Verwaltungsdienst des Landes Niederösterreich ein, ab 1956 war er im Verfassungsdienst des Bundeskanzleramtes tätig. Nach der Habilitation für österreichisches Verfassungsrecht und Verfassungspolitik an der Universität Wien wurde Adamovich 1974 o. Univ.-Prof. für öffentliches Recht an der Universität Graz. 1976 kehrte er als Leiter in den Verfassungsdienst des Bundeskanzleramts zurück, wo er 1977 zum Sektionschef im Bundeskanzleramt ernannt wurde. Die Universität Graz ernannte ihn zum Honorarprofessor.
Von 1984 bis 2002 war Adamovich Präsident des österreichischen Verfassungsgerichtshofes.
Besondere Bekanntheit erlangte Adamovich durch die öffentliche Auseinandersetzung mit dem Kärntner Landeshauptmann Jörg Haider, der die 2001 ergangene Entscheidung des Verfassungsgerichtshofs zum Ortstafelstreit (zur Frage, welche Rechte die slowenische Minderheit Kärntens auf Nennung slowenischer Dorfnamen auf amtlichen Ortstafeln hat) nicht akzeptieren wollte. Haider meinte in einer Bierzeltrede: „Wenn einer schon Adamovich heißt, muss man sich zuerst einmal fragen, ob er eine aufrechte Aufenthaltsberechtigung hat.“
Adamovich starb am 16. Juni 2024 im Alter von 91 Jahren in Wien. Am 1. Juli 2024 fand in der Schottenkirche ein Requiem für Adamovich statt, an dem Bundespräsident Alexander Van der Bellen und der Präsident des Verfassungsgerichtshofes, Christoph Grabenwarter, teilnahmen. Am 4. Juli 2024 wurde er in einem Ehrengrab auf dem Wiener Zentralfriedhof beigesetzt.

## Nebenberufliche Tätigkeiten
Ludwig Adamovich war ehrenamtlicher Berater für verfassungsrechtliche Fragen der Bundespräsidenten Heinz Fischer und Alexander Van der Bellen. Fischer würdigte ihn in einem Gastkommentar im Standard als „Stütze des Rechtsstaats. Seine Meinung hatte Gewicht. In der Ortstafel-Causa behielt er nicht nur juristisch, sondern auch historisch recht.“ Adamovich war eine „untadelige und vom Bemühen um Objektivität und Gerechtigkeit getragene Persönlichkeit.“ Van der Bellen würdigte ihn als „großen Österreicher. Ein brillanter Jurist, der als Mensch immer bescheiden geblieben ist. Zeit seines Lebens haben ihn Haltung und Anstand ausgezeichnet, auch wenn sich Widerstand regte.“
2008 wurde er vom Innenministerium als Leiter einer Evaluierungskommission berufen, die beauftragt wurde, den Entführungsfall Natascha Kampusch aufzuarbeiten, in dem es – möglicherweise infolge von Ermittlungspannen der Staatsanwaltschaft bzw. der Polizei – zur mehrjährigen Gefangenschaft des Mädchens in einem Verlies ihres Entführers gekommen war.
Ende 2009 gab Adamovich dazu mehrere kritische Interviews, in denen er sich spekulativ unter anderem mit der schwierigen Familiensituation von Kampusch befasste. Daraufhin wurde er von Angehörigen des Entführungsopfers wegen übler Nachrede geklagt und in erster Instanz verurteilt. Die Richterin Birgit Schneider, die Adamovich verurteilte, ist Tochter des ehemaligen Leiters der Wiener Staatsanwaltschaft Otto Schneider. Dieser hatte neben Oberstaatsanwalt Werner Pleischl „führende Mitverantwortung im Ermittlungsverfahren zum Fall Kampusch“, den die Kommission um Adamovich untersuchte. Der ehemalige Präsident des Obersten Gerichtshofes, Johann Rzeszut, ortete in diesem Zusammenhang Befangenheit. Die Richterin wäre seiner Ansicht nach im Interesse der Objektivität „verpflichtet gewesen“, eine Befangenheitserklärung abzugeben. Am 22. Dezember 2010 wurde das Urteil gegen Adamovich vom Oberlandesgericht Wien in zweiter und letzter Instanz rechtskräftig aufgehoben. Seine Aussagen überschritten nach Auffassung des Berufungsgerichts die Grenzen des Rechts auf Meinungsfreiheit nicht.
Im Jahr 2013 übernahm Adamovich die Leitung des Unabhängigen Parteien-Transparenz-Senats, der gemeinsam mit dem Parteien-Transparenz-Gesetz geschaffen wurde und beim Bundeskanzleramt angesiedelt ist.

## Auszeichnungen
- 1979: Großes Goldenes Ehrenzeichen für Verdienste um die Republik Österreich[16]
- 1987: Großes Goldenes Ehrenzeichen am Bande für Verdienste um die Republik Österreich[16]
- 1989: Großes Goldenes Ehrenzeichen für Verdienste um das Land Wien[17]
- 1992: Berufstitel „o. Univ.-Prof.“
- 1995: Wilhelm-Hartel-Preis
- 1995: Goldene Medaille der Masaryk-Universität, in Brünn, Tschechien
- 1996: Ehrendoktorat der Josip-Juraj-Strossmayer-Universität Osijek, Kroatien
- 1996: Franz Gschnitzer-Wissenschaftspreis der Universität Innsbruck[18]
- 1997: Großes Goldenes Ehrenzeichen für Verdienste um das Land Wien mit dem Stern
- 1997: Ehrendoktorat der Karl-Franzens-Universität Graz
- 1998: Ehrenmitglied der philosophisch-historischen Klasse der Österreichischen Akademie der Wissenschaften
- 2001: Großkreuz des Ordens de Isabel la Católica
- 2002: Ehrendoktorat der Universität Wrocław (Breslau), Polen
- 2002: Friedrich Torberg-Medaille[19]

## Mitgliedschaften
- Mitglied der Vereinigung der Deutschen Staatsrechtslehrer e. V.
- Mitglied der Österreichischen Juristenkommission
- Ehrenmitglied e.s.v. AV Austria Innsbruck im ÖCV
- Mitglied der Europäischen Akademie der Wissenschaften und Künste
- Mitglied der Österreichischen Akademie der Wissenschaften

## Schriften
- Ludwig Adamovich, Handbuch des österreichischen Verfassungsrechts, 6. Auflage, neu bearb. Wien u. a.: Springer 1971 (Rechts- und Staatswissenschaften 3). ISBN 3-211-81008-0.
- Ludwig Adamovich, Bernd-Christian Funk: Allgemeines Verwaltungsrecht. Wien u. a.: Springer 1980 (Springers Kurzlehrbücher der Rechtswissenschaft). ISBN 3-211-81558-9. 2. Auflage: 1984. ISBN 3-211-81785-9. 3. Auflage: 1987. ISBN 3-211-81999-1.
- Ludwig Adamovich, Peter Pernthaler (Hrsg.): Auf dem Weg zur Menschenwürde und Gerechtigkeit. Festschrift für Hans R. Klecatsky, dargeboten zum 60. Lebensjahr. Wien: Braumüller 1980, 2. Bände. ISBN 3-7003-0257-6.
- Ludwig Adamovich, Bernd-Christian Funk: Österreichisches Verfassungsrecht. Verfassungsrechtslehre unter Berücksichtigung von Staatslehre und Politikwissenschaft Wien u. a.: Springer 1982 (Springers Kurzlehrbücher der Rechtswissenschaft). ISBN 3-211-81694-1. 2. Auflage: 1984. ISBN 3-211-81811-1. 3. Auflage: 1987. ISBN 3-211-81862-6.
- Ludwig Adamovich, Bernd-Christian Funk, Gerhart Holzinger, Stefan L. Frank (Bd. 4): Österreichisches Staatsrecht, 4 Bände: 1. Grundlagen (1997), 2. Staatliche Organisation (1998), 3. Grundrechte (2003), 4. Allgemeine Lehren des Verwaltungsrechts (2009), Wien u. a.: Springer 1997–2009.
- Ludwig Adamovich: Was kann man von einer Verfassung erwarten? Vortrag, gehalten vor der Vollversammlung der Niederösterreichischen Juristischen Gesellschaft in St. Pölten am 19.11.1997. Wien: Orac 1998 (Schriftenreihe Niederösterreichische Juristische Gesellschaft 76). ISBN 3-7007-1331-2.
- Ludwig Adamovich: Das Menschenbild der Demokratie und der Grundrechte. Vortrag mit Diskussion gehalten in Salzburg am 7. November 2000. 5. Hermann-und-Marianne-Straniak-Vorlesung des Österreichischen Instituts für Menschenrechte in Zusammenarbeit mit dem ORF-Landesstudio Salzburg, Köln u. a.: Heymann 2001 (Hermann-und-Marianne-Straniak-Vorlesung des Österreichischen Instituts für Menschenrechte 5). ISBN 3-452-24958-1.
- Ludwig Adamovich: Eine neue Republik? Gedanken zur Verfassungsreform, Wien: Holzhausen 2004. ISBN 3-85493-083-6.
- Ludwig Adamovich: Verfassungsreform. Ein gewaltiges Vorhaben. Vortrag, gehalten vor der Niederösterreichischen Juristischen Gesellschaft in St. Pölten am 17. November 2004. Wien: LexisNexis ARD Orac 2005 (Schriftenreihe Niederösterreichische Juristische Gesellschaft 93). ISBN 3-7007-3208-2.
- Ludwig Adamovich: Der Weg zum allgemeinen und gleichen Wahlrecht. Wien: Verlag Österreich 2008. ISBN 978-3-7046-5258-4.
- Ludwig Adamovich: Erinnerungen eines Nonkonfirmisten. Seifert Verlag, Wien 2011. ISBN 978-3-902406-87-3.
- Ludwig Adamovich, Bernd-Christian Funk, Gerhart Holzinger, Stefan L. Frank: Österreichisches Staatsrecht, 2. aktualisierte Auflage, 4 Bände: 1. Grundlagen (2011), 2. Staatliche Organisation (2013), 3. Grundrechte (2011), 4. Allgemeine Lehren des Verwaltungsrechts (2017), Wien u. a.: Springer/Verlag Österreich 2011–2017.
- Ludwig Adamovich, Bernd-Christian Funk, Gerhart Holzinger, Stefan L. Frank: Österreichisches Staatsrecht, 3. aktualisierte Auflage, 4 Bände: 2. Staatliche Organisation (2014), Wien: Verlag Österreich 2014–.
- Ludwig Adamovich, Bernd-Christian Funk, Kerstin Holzinger, Stefan L. Frank (Hrsg.): Festschrift für Gerhart Holzinger. Verlag Österreich, Wien 2017. ISBN 978-3-7046-7735-8.
- Ludwig Adamovich, Franz Cede, Christian Prosl: Der österreichische Bundespräsident: Das unterschätzte Amt. StudienVerlag, Wien 2017. ISBN 978-3-7065-5646-0.
- Ludwig Adamovich: Wo wir stehen. edition a, Wien 2020. ISBN 978-3-99001-456-1.[20]